# Park Kyung
Park Kyung (hangeul : 박경|박경; né le 8 juillet 1992) est un rappeur et réalisateur artistique sud-coréen. Il fait partie du groupe Block B.

## Carrière

### Prédébuts
Park Kyung a commencé sa carrière dans le rap en underground avec Zico. Il utilisait le pseudonyme Holke, qui signifiait Horse-K. Park Kyung a débuté en 2009 avec le single digital "The Letter" en duo avec Zico.

### 2015:Problematic Menet "Ordinary Love"
Le 27 août 2015, l'émission télévisée Problematic Men annonce que Park Kyung rejoindrait l'émission en tant que membre régulier dès le 6 septembre.
Une image teaser pour le début solo de Park Kyung est parue le 9 septembre 2015. Son agence Seven Seasons a commenté, "Park Kyung a montré une passion et affection particulière lors de l'écriture et la composition de ses chansons solo. Ceci sera une opportunité pour lui de grandir en tant qu'artiste". "Ordinary Love" a été produit par Kero One aux côtés de Park Kyung en featuring avec Park Bo-ram le 21 septembre 2015. Le single s'est hissé au sommet de plusieurs classements musicaux coréens en temps réel le jour de sa sortie et a débuté respectivement à la 1re et 3e place du MelOn et du Gaon Digital Chart,,,.

### 2016: "Inferiority Complex" et "Ogeul Ogeul"
Le 18 mai 2016 à minuit heure coréenne, une vidéo teaser a été mise en ligne pour "Inferiority Complex", le prochain single de Park Kyung, en featuring avec Eunha de GFriend. Le clip et la chanson sont sortis sept jours plus tard.
En plus de sortir une chanson ensemble, Park Kyung et Eunha sont apparus en mai dans la deuxième saison de l'émission en ligne Oh My God! Tip, dans laquelle ils donnent des conseils pour gérer des situations difficiles,.
Le 25 mai à minuit heure coréenne, Park Kyung sort le clip de son single "Inferiority Complex". C'est un duo romantique et mignon avec Eunha, où l'on voit les deux chanteurs incarner un couple avec quelques problèmes de jalousie. Le single s'est classé à la 1re place de plusieurs classements musicaux sud-coréens.
En octobre, Park Kyung apparaît dans l'émission Celebrity Bromance avec sa partenaire de Problematic Men, Kim Ji-seok.
Le 15 décembre, on annonce que Park Kyung sortirait le single "Ogeul Ogeul" quatre jours plus tard. "Ogeul Ogeul" a tout d'abord été paru dans une mixtape en 2013; la backing track est de Kero One. Le titre est une transcription de l'expression coréenne 오글 오글, qui fait référence au sentiment gênant que l'on ressent face à quelque chose de niais.

### 2017:Notebooket "Yesterday"
Le 8 janvier, Block B annonce que Park Kyung sortirait son premier mini-album Notebook le 18 janvier. L'album contient cinq chansons, dont trois qui étaient d'abord sorties en tant que singles.
Park Kyung a composé la chanson "Yesterday", qui est sortie le 6 février 2017 en tant que single digital interprété par Block B. La chanson a fait un "all kill", c'est-à-dire être au sommet de six classements musicaux coréens en temps réel.
Il a également produit la chanson "Love or Not", qui est sortie le 12 juin, interprétée par Taeil, un membre de Block B, en featuring avec Kim Se-jeong de Gugudan et a été nommée en 2017 aux MelOn Music Awards dans la catégorie Hot Trend Award. Deux semaines plus tard, "The Night Sky", une chanson issue du drama The Best Shot paraît; elle a été interprétée et co-écrite par Park Kyung.
Le 31 juillet, la chaîne MBC annonce que Park Kyung appraîtra dans une nouvelle émission intitulée Mystery Rank Show 1, 2, 3, qui a été diffusée à partir du 4 août. Le lendemain, Park Kyung sort le single digital "Wiped" pour une campagne publicitaire. Durant le Chuseok, Park Kyung était présentateur de l'émission annuelle Quiz on Korea aux côtés de Leeteuk.

### 2018: "Don't Leave" et "Instant"
Le 8 janvier 2018, Block B sortent l'album Re: Montage avec le single principal "Don't Leave", écrit et produit par Park Kyung.
En juin 2018, Park Kyung annonce le nouveau single "Instant" en featuring avec Sumin, qui est sorti le 22 juin. La chanson a un style funk alternatif, dont les paroles évoquent les effets de la technologie moderne sur les relations humaines,.
Début juillet 2018, il a été annoncé que Park Kyung était en train de produire le prochain single du groupe The Boyz, dont la sortie était attendue pour un peu plus tard dans le mois.

## Vie privée
Il est un membre de Mensa International.

## Discographie
| Titre    | Détails de l'album                                                                              | Meilleure position | Ventes       |
| Titre    | Détails de l'album                                                                              | COR                | Ventes       |
| -------- | ----------------------------------------------------------------------------------------------- | ------------------ | ------------ |
| Notebook | - Date de sortie : 18 janvier 2017 - Label: Seven Seasons, CJ E&M - Formats: CD, téléchargement | 5                  | - COR: 9 248 |

### Singles
| Titre | Année | Meilleure position | Ventes         | Albums                      |
| Titre | Année | COR                | Ventes         | Albums                      |
| --- | ----- | ------------------ | -------------- | --------------------------- |
| "Ordinary Love" (보통연애) (feat. Park Bo-ram)                                                                                       | 2015  | 3                  | - COR: 930 149 | Notebook                    |
| "Inferiority Complex" (자격지심) (feat. Eunha de GFriend)                                                                            | 2016  | 3                  | - COR: 888 848 | Notebook                    |
| "Ogeul Ogeul" (오글오글) | 2016  | 20                 | - COR: 110 325 | Notebook                    |
| "When I'm With You" (너 앞에서 나는) (feat. Brother Su)                                                                              | 2017  | 36                 | - COR: 67 512  | Notebook                    |
| "Memories" (잔상) (feat. Yoon Hyun-sang)                                                                                             | 2017  | 87                 | - COR: 24 528  | Notebook                    |
| "Wiped" | 2017  | 98                 | - COR: 26 672  | Space Oddity Project Vol. 1 |
| "INSTANT" (feat. Sumin) | 2018  | -                  | **             | single sans album           |
| "—" signifie que le morceau ne s'est pas classé. **Gaon a arrêté de publier le nombre des ventes de téléchargements en janvier 2018. |       |                    |                |                             |

### Bandes-son
| Titre                                                                                 | Année | Meilleure position | Ventes | Album           |
| Titre                                                                                 | Année | COR                | Ventes | Album           |
| ------------------------------------------------------------------------------------- | ----- | ------------------ | ------ | --------------- |
| "The Night Sky" (밤하늘)                                                              | 2017  | —                  | NC     | Hit the Top OST |
| "—" signifie que le morceau ne s'est pas classé ou n'est pas sorti dans cette région. |       |                    |        |                 |

## Filmographie

### Drama
| Année | Titre          | Chaîne      | Rôle     | Notes     |
| ----- | -------------- | ----------- | -------- | --------- |
| 2016  | Oh My God! Tip | MBC MBig TV | Lui-même | Web drama |

### Émissions
| Année       | Titre                | Chaîne       | Notes                      |
| ----------- | -------------------- | ------------ | -------------------------- |
| Depuis 2015 | Problematic Men      | tvN          | Membre                     |
| 2016        | Celebrity Bromance   | Naver TVCast | avec Kim Ji-seok           |
| 2017        | Ranking Show 1, 2, 3 | MBC          | Membre du panel            |
| 2017        | Quiz on Korea        | KBS          | Présentateur, avec Leeteuk |
| 2018        | King of Mask Singer  | MBC          | Participant                |

### Clips
| Année | Titre                              | Album    | Réalisateur.ice |
| ----- | ---------------------------------- | -------- | --------------- |
| 2015  | 보통연애 (Ordinary Love)           | Notebook | Tiger Cave      |
| 2016  | 자격지심 (Inferiority Complex)     | Notebook | Vikings League  |
| 2017  | 너 앞에서 나는 (When I'm With You) | Notebook | Digipedi        |
| 2017  | Wiped                              | NC       | FantazyLab      |
| 2018  | INSTANT                            | NC       | Tiger Cave      |

## Récompenses et nominations
| Année                  | Cérémonie               | Catégorie                           | Travail nommé                                  | Résultat   |
| ---------------------- | ----------------------- | ----------------------------------- | ---------------------------------------------- | ---------- |
| 2015                   |                         |                                     |                                                |            |
| 25e Seoul Music Awards | Prix Bonsang            | "Ordinary Love" (feat. Park Bo-ram) | Nomination                                     |            |
| 25e Seoul Music Awards | Prix de Popularité      | "Ordinary Love" (feat. Park Bo-ram) | Nomination                                     |            |
| 2016                   | MelOn Music Awards      | Rap/Hip Hop                         | "Inferiority Complex" (feat. Eunha de GFriend) | Nomination |
| 2016                   | Mnet Asian Music Awards | Meilleure collaboration             | "Inferiority Complex" (feat. Eunha de GFriend) | Nomination |
| 2016                   | Mnet Asian Music Awards | HotelsCombined Chanson de l'année   | "Inferiority Complex" (feat. Eunha de GFriend) | Nomination |
| 2017                   | 31e Golden Disk Awards  | Daesang digital                     | "Inferiority Complex" (feat. Eunha de GFriend) | Nomination |

### Émissions musicales

#### Show! Music Core
| Année | Date      | Chanson         |
| ----- | --------- | --------------- |
| 2015  | 3 octobre | "Ordinary Love" |